# Paracotos
Paracotos – miasto w Wenezueli, w stanie Miranda.